# Manizales
Manizales a kolumbiai Caldas megye székhelye. Lakossága 2012-ben közel 400 000 fő volt. Jelentős pénzügyi, ipari, kulturális és turisztikai központ. Nevezik „A kávé világfővárosának” (Capital Mundial del Café) és „A nyitott kapuk városának” (Ciudad de Puertas Abiertas) is.

## Földrajz
A város Kolumbia középső-nyugati részén található, az Andok középső kordillerájának közelében, a Nevado del Ruiz csúcstól néhány kilométerre északnyugatra. Az úgynevezett „Aranyháromszög” (Triángulo de Oro) és a „Kolumbiai Kávétengely” (Eje Cafetero Colombiano) nevű területek részét képezi. Időjárására jellemző a sok csapadék, évente mintegy 2000 mm hull, emiatt pedig állandó a földcsuszamlások veszélye.

## Története
Manizalest 1849-ben alapították antioquiai (sonsóni és abejorrali) telepesek. Nevét – ellentétben sok más kolumbiai településsel – nem valamely híres emberről, szentről vagy indián szó, kifejezés alapján kapta, hanem egy kőzetről: az úgynevezett piedra de maní egy szürke színű, csillámpalából, földpátból és kvarcból álló kő, az ezzel borított vagy ebben bővelkedő terület pedig spanyolul manizal, többes számban manizales.
A 19. század végére már mint jelentős kávétermelő központ volt ismert. Luis Yrigoyen szerint az 1920-as években a város körül 2 millió kávécserjéből álló ültetvények terültek el: a La Manuela nevű hacienda volt a megye legjelentősebb termelője mintegy 100 000 cserjével, de például a San Carloson is volt 60 000, illetve Roberto Gutiérrez Vélez haciendáján 55 000 cserje (évi 4000 arroba, azaz 46 tonna terméssel). Magában a városban számos kávékereskedőház működött, köztük nem csak kolumbiai, hanem például amerikai és angol tulajdonban állók is. Mindezeknek köszönhetően az 1910 és 1930 közötti időszakban Caldas megye volt az ország legfőbb kávétermelő megyéje, de későbbi feljegyzésekből tudjuk, hogy nagy mennyiségben termesztettek még a környéken banánt, maniókát és kukoricát is. A lakosság pedig folyamatosan növekedett: míg 1851-ben csupán 2789-en éltek itt, addig 1870-ben már 10 362-en, 1884-ben 14 603-an, 1905-ben 24 700-an, 1912-ben 34 720-an, 1918-ban pedig már 43 203-an.
A 20. század első harmada után nagyszabású urbanizációs fejlesztések zajlottak Manizalesben, új városrészek épültek (bár a hegyvidéki felszín miatt a terjeszkedés többször nehézségekbe ütközött), a régiek pedig megújultak. Az 1930-as évek végén épült fel a Quinta Versalles városrész, távol a régi központtól. Az 1940-es években nyílt meg a manizalesi „felső normáliskola” (Escuela Normal Superior), az 1950-es években pedig a jezsuiták nyitottak meg egy főiskolát. 1968-ban alapították meg a Községi Tervezési Hivatalt, 1970-ben pedig elindították a Plan 70 nevű, nagy jelentőségű városfejlesztési tervet.
A városi életet jelentősen nehezítik a gyakori földcsuszamlások. Csak 1960 és 1998 között 318 ilyen eseményt rögzítettek, 2008-ban pedig volt olyan eset, amikor egy heves zivatar következtében 370 család lakhelye károsodott, a megsérült vízvezetékrendszer javítása pedig napokon át tartott.

## Turizmus, látnivalók, kultúra
Bár Manizales történelmi belvárosa nem rendelkezik sok évszázados épületekkel, de azért számos neogótikus, neoreneszánsz és neoklasszicista építmény áll itt, ezért 1999-ben műemléki területté lett nyilvánítva. A város alapítóira két emlékmű emlékezik. A Chipre városrészben az első lakókat ábrázolja egy szoborcsoport: egy telepes házaspárt, megrakott teherhordó állatokkal és kutyával, míg a város szélén, a Teatro Fundadores színház melletti fekete márványobeliszk a magas osztályból származó alapítókra emlékezik.
A város leghíresebb rendezvénye a minden januárban megtartott Manizalesi Fesztivál, amelynek fő témái a bikaviadalokhoz és a kávéhoz kapcsolódnak, de számos más kulturális és sporteseményre is sor kerül a fesztivál során. Szintén jelentős rendezvény az évente megtartott Nemzetközi Színházfesztivál.
Kedvelt ételek, italok a városban bandeja paisa, a panelával édesített kukoricamazamorra, a sajtos aguapanela, a Cristal nevű égetett szesz, a sajtos kukoricaarepa, a sancocho és a tejfölös buñuelo.

## Sport
A város nevezetes labdarúgócsapata az Once Caldas, amely története során már több bajnoki címet is szerzett. Hazai pályájuk az Estadio Palogrande.

## Képek

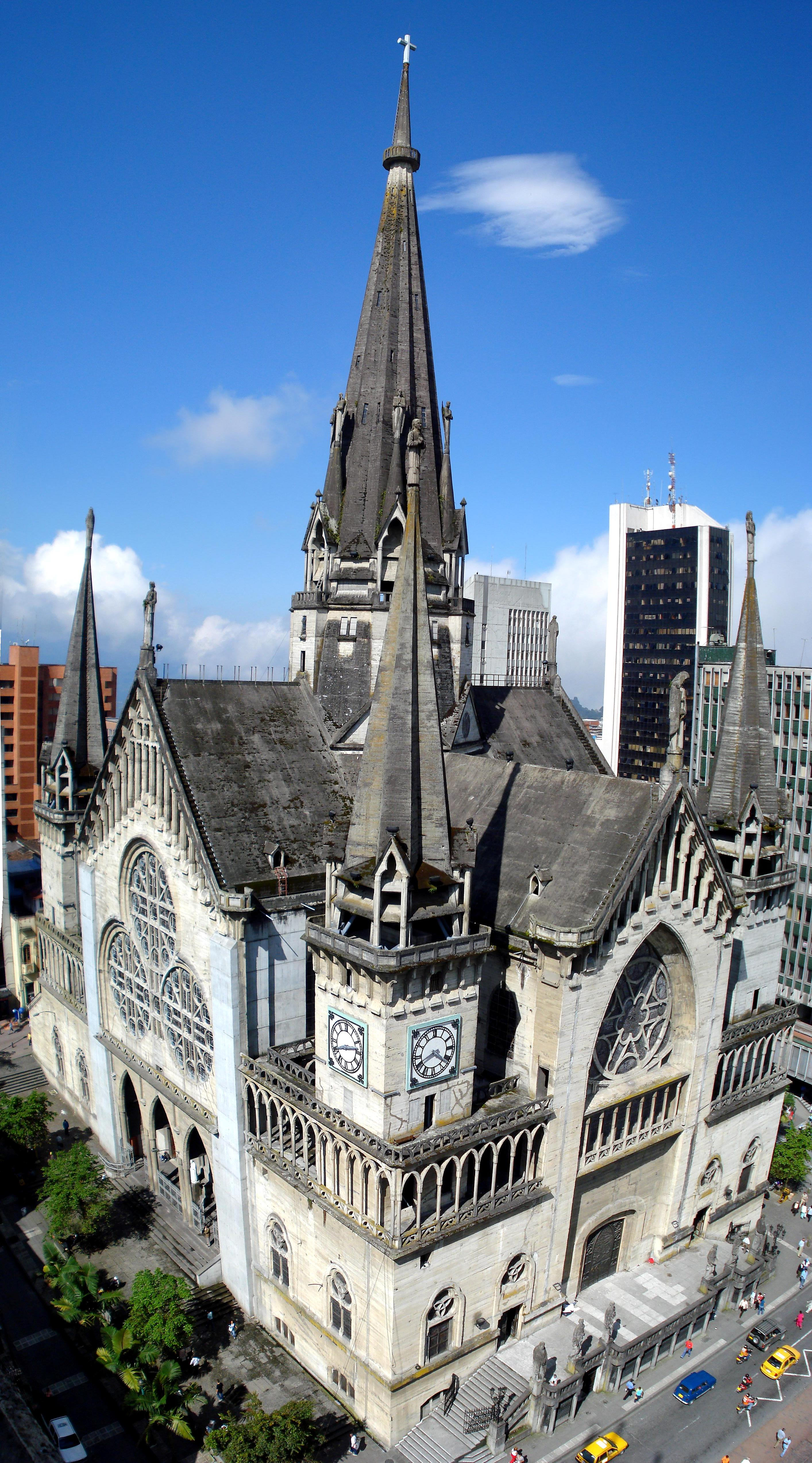
A Rózsafüzér királynője székesegyház
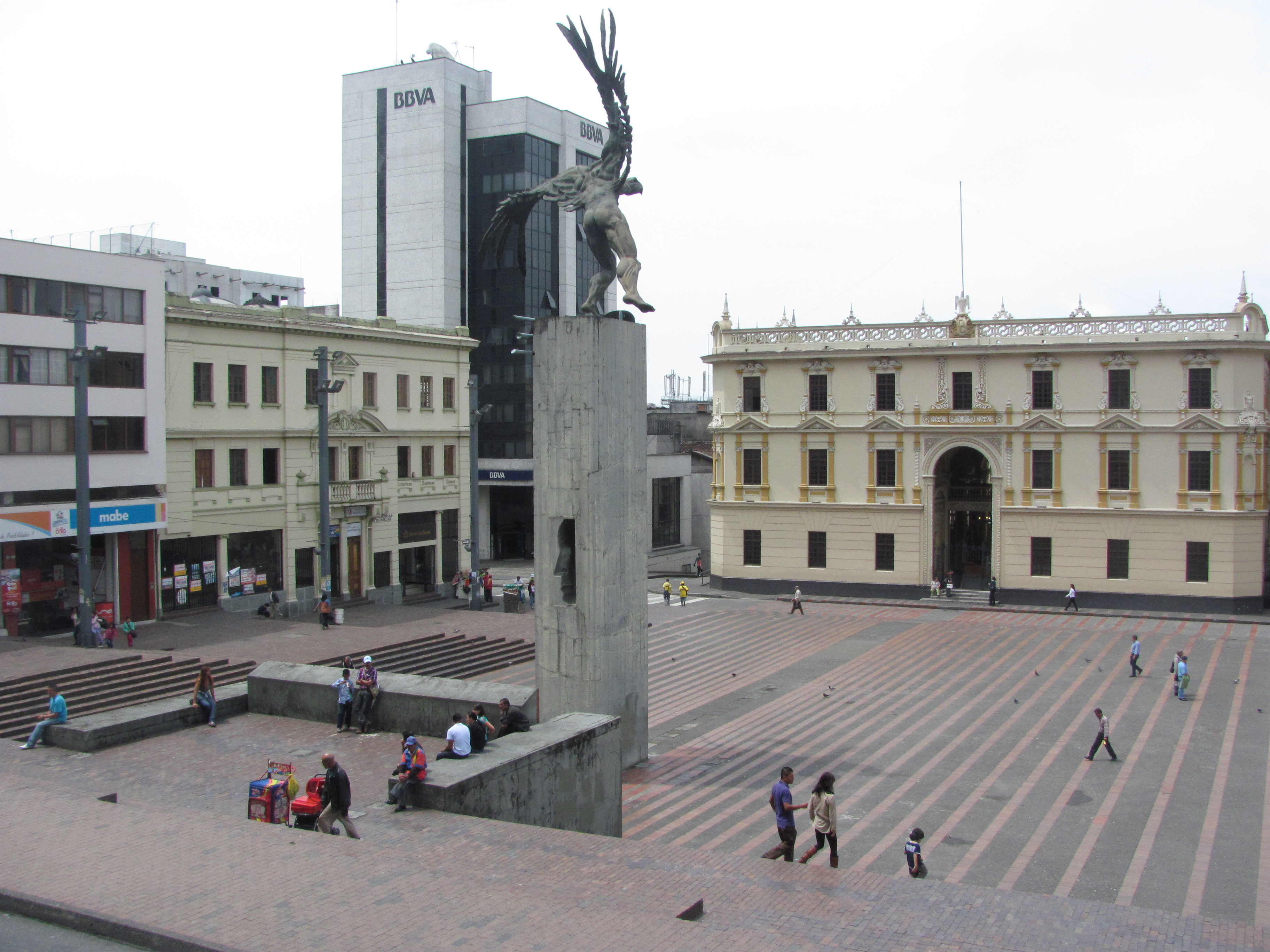
A Bolívar tér
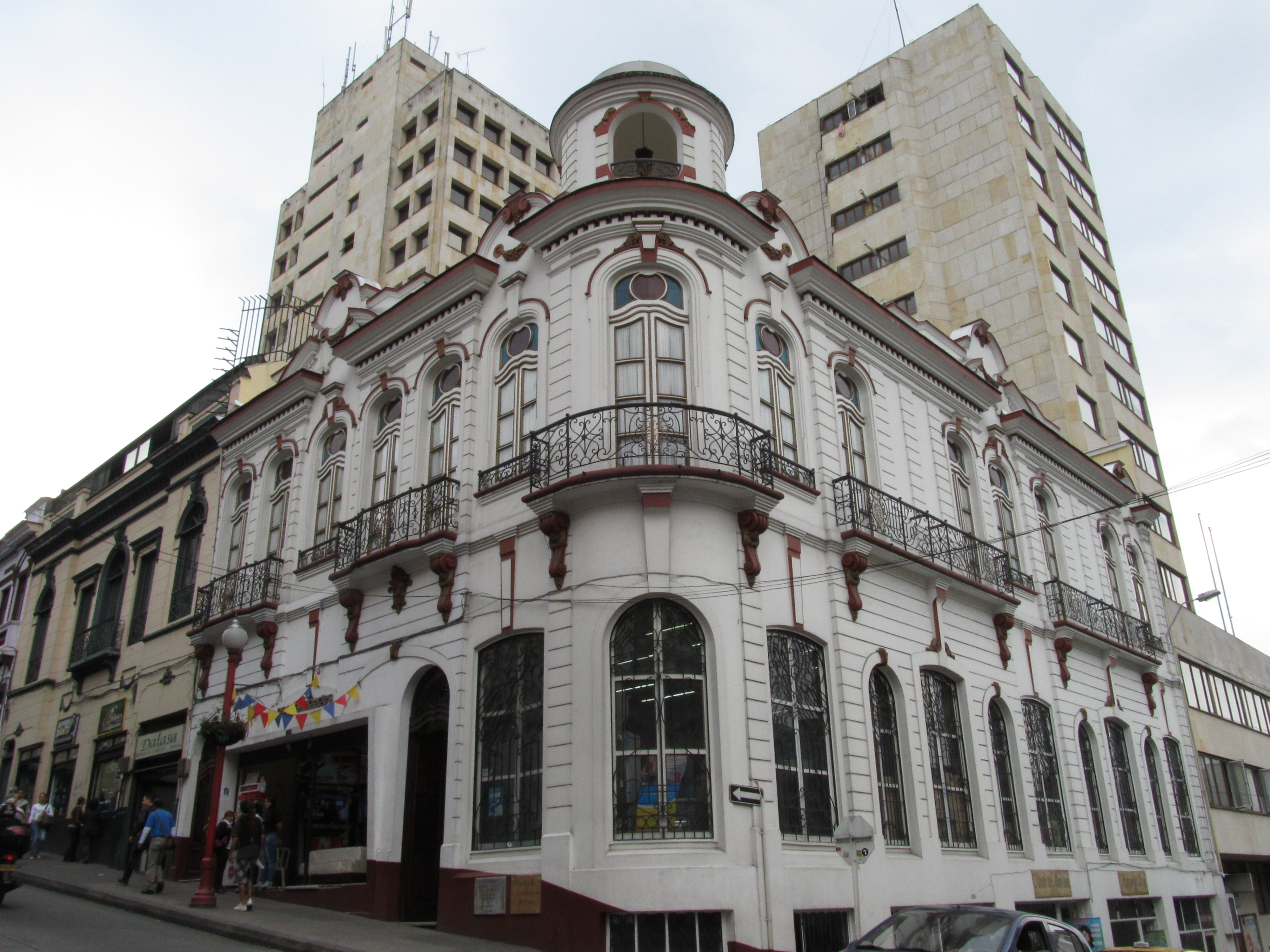
Az Estrada-ház
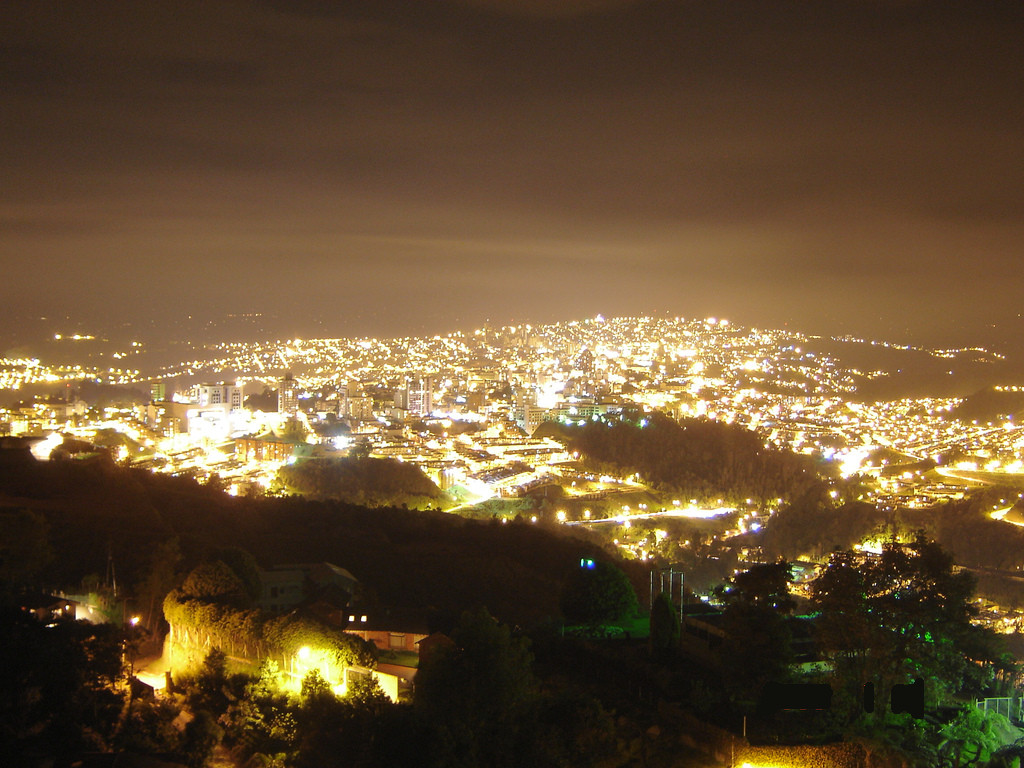
A város éjjeli látképe